# Vernolepin
Vernolepin je seskviterpenový lakton vyskytující se v plodech rostliny Vernonia amygdalina. Snižuje srážlivost krve a také způsobuje nevratnou inhibici DNA polymerázy, v důsledku čehož má protinádorové účinky.